# Athetis pellicea
Athetis pellicea är en fjärilsart som beskrevs av Swinhoe 1903. Athetis pellicea ingår i släktet Athetis och familjen nattflyn. Inga underarter finns listade i Catalogue of Life.